# Куншалган (село)
Куншалга́н (каз. Күншалған, до 2007 г. — Ле́нинское) — село в Ерейментауском районе Акмолинской области Казахстана. Административный центр Куншалганского сельского округа. Код КАТО — 114645100.

## География
Село расположено в южной части района, на расстоянии примерно 55 километров (по прямой) к югу от административного центра района — города Ерейментау.
Абсолютная высота — 629 метров над уровнем моря.
Климат холодно-умеренный, с хорошей влажностью. Среднегодовая температура воздуха положительная и составляет около +2,9°С. Среднемесячная температура воздуха в июле достигает +18,7°С. Среднемесячная температура января составляет около −14,8°С. Среднегодовое количество осадков составляет около 450 мм. Основная часть осадков выпадает в период с мая по август.
Ближайшие населённые пункты: село Каратал — на юге, Ынтымак — на северо-западе.
Близ села проходит проселочная автодорога «Турген — Еркиншилик».

## Население
В 1989 году население села составляло 1168 человек (из них казахи — 53 %, русские — 22 %).
В 1999 году население села составляло 1123 человека (554 мужчины и 569 женщин). По данным переписи 2009 года, в селе проживало 725 человек (365 мужчин и 360 женщин).
| Численность населения | Численность населения | Численность населения |
| 1989                  | 1999                  | 2009                  |
| --------------------- | --------------------- | --------------------- |
| 1168                  | ↘1123                 | ↘725                  |

## Улицы[6]
- ул. 30 лет Победы
- ул. им. Абая Кунанбаева
- ул. им. Владимира Ленина
- ул. им. Джамбула Жабаева
- ул. Дружбы
- ул. им. Зои Космодемьянской
- ул. им. Иллиадора Поморцева
- ул. Новая
- ул. им. Рахмана Савдакасова
- ул. Энергетиков
- ул. им. Юрия Гагарина